# Hälsinge kärr
Hälsinge kärr är en sjö intill reningsverket i Skärblacka i Norrköpings kommun i Östergötland och ingår i Motala ströms huvudavrinningsområde. Sjön har en area på 0,0573 kvadratkilometer och ligger 47 meter över havet.

## Delavrinningsområde
Hälsinge kärr ingår i det delavrinningsområde (649571-150511) som SMHI kallar för Ovan VDRID = Torpån i Motala Ströms vattendragsyta. Medelhöjden är 36 meter över havet och ytan är 4,51 kvadratkilometer. Räknas de 749 avrinningsområdena uppströms in blir den ackumulerade arean 13 268,48 kvadratkilometer. Avrinningsområdets utflöde Motala Ström mynnar i havet. Avrinningsområdet består mestadels av skog (23 procent) och jordbruk (16 procent). Avrinningsområdet har 0,33 kvadratkilometer vattenytor vilket ger det en sjöprocent på 7,3 procent. Bebyggelsen i området täcker en yta av 1,95 kvadratkilometer eller 43 procent av avrinningsområdet.